# Rolls-Royce Wraith
La Wraith è un'autovettura costruita dalla Rolls-Royce dal 1938 al 1939 nel suo stabilimento di Derby. La casa automobilistica britannica forniva solo il telaio e le parti meccaniche, mentre la carrozzeria era a carico dell'acquirente.

## Il contesto
Il motore era basato su quello della 25/30 ma montava una testata di tipo “cross-flow”, cioè con collettori di aspirazione da un lato della stessa e collettori di scarico dall'altro. Era un sei cilindri in linea con valvole in testa ed una cilindrata di 4257 cm³.
Il cambio era manuale a quattro velocità, con la leva a destra del guidatore, sincronizzato per la seconda, terza e quarta marcia.
La Wraith montava sospensioni sull'avantreno a ruote indipendenti con molle elicoidali basato su quello montato sulle Packard 120, mantenendo invece sul retrotreno molle a balestra semiellittica. Gli ammortizzatori idraulici all'avantreno erano regolabili in rigidità e quest'ultima variava anche a seconda della velocità dell'auto, rendendola superiore alla sua progenitrice, la 25/30 HP, e alla pari con la Rolls-Royce Phantom III.
L'auto era ancora costruita su un telaio separato, ma quest'ultimo era ora saldato anziché rivettato. I freni a tamburo erano assistiti da un servofreno meccanico brevettato dalla Hispano-Suiza e costruito dalla Rolls-Royce su licenza. Il modello montava ruote con cerchioni di 17 pollici in genere coperto da dischi rimovibili. Un sistema idraulico di sollevamento da terra della vettura era azionato da una leva posta sotto il sedile del passeggero.
La Flying Lady, la statuina che orna il tappo del radiatore di tutte le Rolls-Royce, in questo modello appare in una particolare versione inginocchiata.
L'autovettura poteva raggiungere i 137 km/h. La velocità massima dipendeva però dal tipo di carrozzeria installata dall'acquirente. In un test organizzato nell'ottobre del 1938 dalla rivista britannica The Motor, il modello impiegò 16,4 secondi per andare da 0 a 50 mph.
Nel 1938 il modello senza carrozzeria installata costava £ 1100 mentre la vettura completa £ 1700. Furono costruiti 492 esemplari.
Il nome del modello è stato ripreso per una nuova vettura nel 2013, anno in cui è stata presentata la Rolls-Royce Wraith (2013).